# Objaw „buldoga”
Objaw „buldoga” – objaw neurologiczny polegający na silnym odruchowym uchwyceniu zębami przedmiotu wsuwanego do ust chorego.
Występuje w uszkodzeniach kory płata czołowego bez ścisłej lokalizacji wraz z odruchem chwytania i pochwytywania, perseweracją ruchową lub tonicznym odruchem podeszwowym Hermana.
Objaw jako pierwszy opisał i nazwał Aleksiej Janiszewski w 1924.